# Langona atrata
Langona atrata là một loài nhện trong họ Salticidae.
Loài này thuộc chi Langona. Langona atrata được Peng & Li miêu tả năm 2008.